# Грузино-молдавские отношения
Грузино-молдавские отношения — двусторонние дипломатические отношения между Грузией и Молдовой. Отношения были установлены 25 июня 1992 года.
Обе страны имеют сепаратистские зоны, которые поддерживаются Россией (Абхазия и Южная Осетия в Грузии, Приднестровье в Молдове) и способствовали началу войн как причина конфликтов с ними. Кроме того, в обеих странах присутствует российская пропаганда. Вино из обеих стран было запрещено в России в 2006 году несмотря на их популярность в стране и важность в торговле Грузии и Молдовы с Россией.

## История отношений
Отношения между странами были установлены 25 июня 1992 года.
Грузия не поддерживает независимость Приднестровья. В 2018 году государственный министр Грузии по вопросам примирения и гражданского равноправия Кетеван Цихелашвили встретилась с вице-премьер-министром Молдовы и министром реинтеграции временно оккупированных территорий Украины и посетила Приднестровскую зону безопасности, назвав Молдову «нашим дружественным государством» и осуждая действия России в Грузии, Молдове и Украине (где также есть территории, находящиеся под российской оккупацией).
В свою очередь, в 2008 году (после провозглашения независимости Абхазии и Южной Осетии) МИД Молдовы Андрей Стратан заявил, что Молдовы не признаёт их независимость. Это подтвердил в 2020 году бывший президент Молдовы Игорь Додон. Кроме того, в 2015 г. Молдова запретила въезд в страну абхазским и югоосетинским чиновникам на 10 лет из-за их участия в демонстрациях в Тирасполе, посвященных 25-летию провозглашения независимости Приднестровья.
Грузия и Молдова вместе с Украиной входят в состав Ассоциированного Трио, сформированного в 2021 году этими странами для более тесной интеграции с Европейским Союзом (ЕС). Эти страны и Азербайджан также входят в Организацию за демократию и экономическое развитие ГУАМ.

## Дипломатические миссии
- У Грузии есть посольство в Кишинёве[7]
- У Молдавии есть аккредитированное посольство в Баку[8], Азербайджан, и консульства в Тбилиси[9] и Гурджаани[10]